# بازیاب ولتاژ دینامیک
بازیاب ولتاژ دینامیک (انگلیسی: Dynamic voltage restoration) یا ترمیم ولتاژ پویا (DVR) روشی برای غلبه بر کمبود یا بیشبود ولتاژ است که در شبکه توزیع برق اتفاق می‌افتد. فروافتادگی ولتاژ باعث کاهش کارایی برخی دستگاه‌ها می‌شود. DVR باعث صرفه جویی در انرژی از طریق تزریق ولتاژ می‌شود که می‌تواند بر فاز و شکل موج برق تأمین شده تأثیر بگذارد.